# Горбачевський Антін Якович
Анті́н Я́кович Горбаче́вський гербу Корчак (27 січня 1856, с. Зарубинці, нині Збаразький район — 25, 26 чи 27 квітня 1944, Сянок) — український громадський і політичний діяч у Галичині, адвокат (доктор права), редактор, співзасновник УНДП, посол до Галицького сейму, делеґат Національної Ради ЗУНР. Брат Івана Горбачевського.

## Життєпис

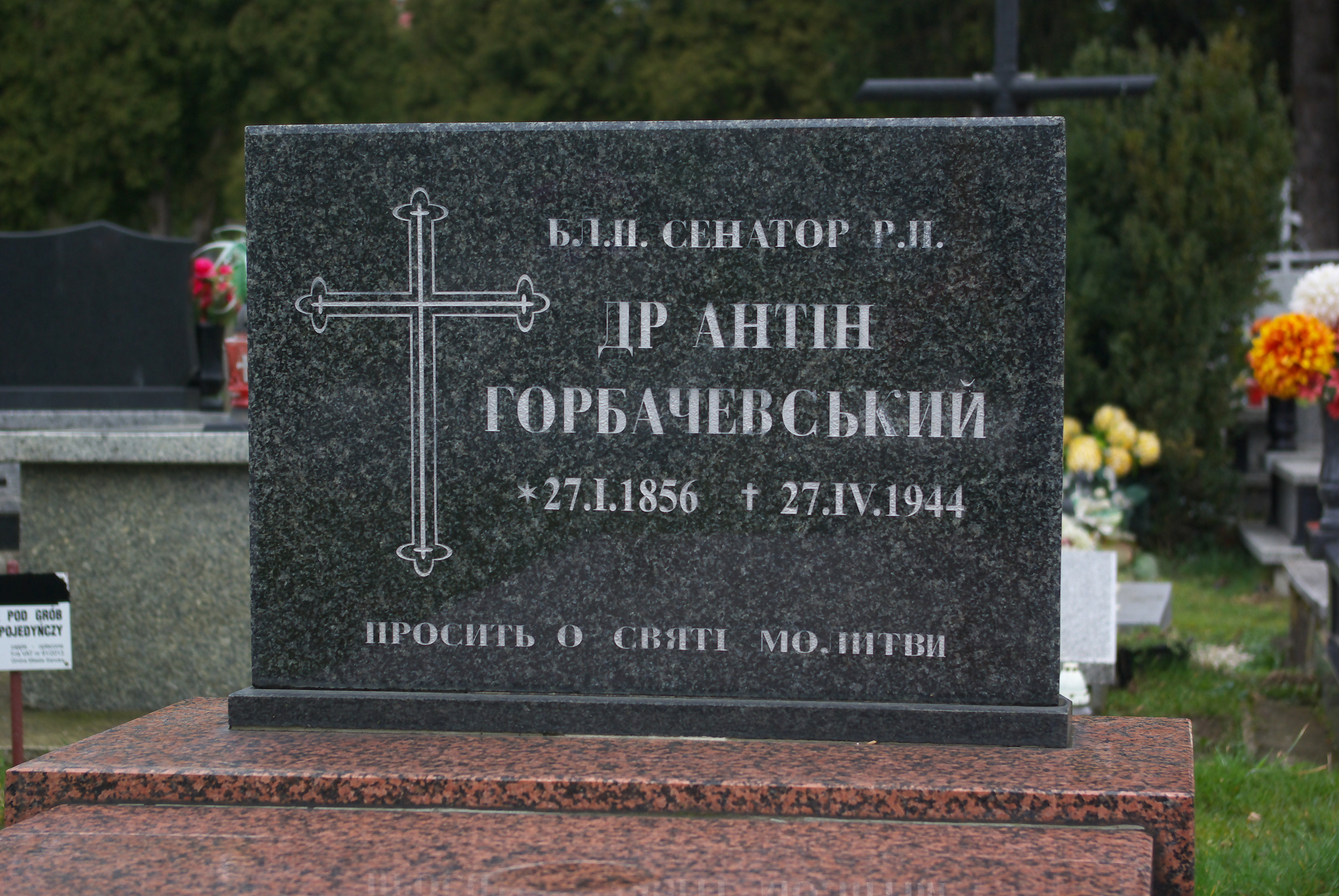
надгробок А. Горбачевського

Народився 27 січня 1856 року у селі Зарубинці, нині Збаразький район, Тернопільської области, Україна (тоді Збаразького повіту, Королівство Галичини та Володимирії, Австрійська імперія) в сім'ї греко-католицького священика Якова Горбачевського гербу Корчак.
Закінчив народну школу в Збаражі, класичну ґімназію в Тернополі (1874), правничий факультет Львівського університету (1879).
Один з активних діячів народовського руху на Дрогобиччині і Чортківщині.
У 1880—1884 роках проходив габілітацію на звання доктора права та намагався розпочати у Львові приватну адвокатську практику. У 1883—1884 роках очолював редакцію «Дїла» — першої української щотижневої газети в Галичині.
1893 р. разом з правознавцями О.Огоновським, К.Левицьким і Є.Олесницьким уклав «Німецько-український правничий словник» (1893).
1893 р. після адвокатської практики у Львові, Перемишлі відкрив адвокатську канцелярію у Чорткові. Організатор, голова Надзірної (спостережної) Ради «Кредитового товариства „Надія“», голова філії товариства «Українська бесіда», голова чортківського повітового комітету УНДП. Засновник української приватної ґімназії «Українського педагогічного товариства» («Руська школа») у Чорткові.
Його обирали послом до Галицького крайового сейму, з 1912 (1913) року був членом австрійського державного трибуналу.
Після початку першої світової разом з родиною виїхав до Відня, де співпрацював з Головною Українською Радою. Під час війни втратив дружину. 1916 року повернувся до Галичини, працював адвокатом у Дрогобичі.
12 листопада 1918 р. призначений повітовим комісаром Дрогобиччини. В 1918—1919 роках увійшов до Української Національної Ради ЗУНР—ЗО УНР, член Виділу УНРади (брав участь в розробці законодавства країни). У липні 1919 року разом з урядом ЗУНР переїхав до Кам'янця-Подільського. З жовтня (або вересня) 1919 року член дипломатичної місії УНР (заступник голови — Андрія Лівицького) у Варшаві.
Після поразки українських національно-визвольних змагань 1917—1921 жив у Чорткові (Західна Україна). Був головою Чортківської філії «Товариства допомоги українським інвалідам», членом Надзірних рад «Чортківського повітового союзу кооператив» (ПСК), кооперативи «Українська книгарня», інших.
У 1925 році став одним із співзасновників Українського Національно-Демократичного Об'єднання. У 1927—1939 роках сенатор польського сейму від УНДО, член Української Парламентської Репрезентації.
18 вересня 1939 року разом із донькою Лідією та зятем Іваном-Романом Носиком був викликаний на допит енкаведистами, які в січні 1940 серед ночі влаштували обшук і погром у будинку п. Антіна. Від хвилювань д-р Горбачевський зламав руку, потрапив до лікарні. Передчуваючи лихе, прямо звідти втік до Львова, де 2 місяці з родиною переховувався в знайомих, отримуючи звістки, що його розшукує НКВС. У березні 1940 року через німецьку комісію разом із родиною виїхав до Кракова, де прожив ще й 1941 рік, востаннє бачився з братом Іваном. У 1942—1944 роках проживав у Чорткові, де відновив роботу адвокатської канцелярії, диктував доньці спомини.
Під час наближення червоних виїхав із Чорткова, дорогою застудився. Помер 25 квітня 1944 року в сяноцькій лікарні, похований на центральному міському цвинтарі.